# 2011年栃木県議会議員選挙
2011年栃木県議会議員選挙（2011ねんとちぎけんぎかいぎいんせんきょ）は、2011年（平成23年）4月10日に投票が行われた栃木県議会の議員を改選するための一般選挙である。

## 概要
県議会議員の4年の任期満了に伴う選挙である。なお、栃木県議会議員選挙は1947年（昭和22年）4月に実施された第1回の選挙からいずれも統一地方選挙の日程で実施されている。
2011年4月1日に告示され、総定数50に対し79名が立候補した。
県選挙管理委員会が発表した2011年3月31日時点の県内選挙人名簿登録者数は2007年の県議選から6,998名多い1,633,773名（男性808,195名、女性825,578名）。
立候補者数が定数を超えなかったために無投票当選となった選挙区は真岡市選挙区（定数2に対し現職2名が立候補）、下都賀郡北部選挙区（定数1に対し現職1名が立候補）の2選挙区のみとなった。
選挙の主な争点は、県議会の議員定数削減や政府が検討している環太平洋パートナーシップ協定（TPP）交渉参加の是非などであったが、2011年3月11日に東日本大震災が発生したため、その後は災害対策や復興支援についても語られるようになった。
民主党にとっては政権交代後初めて政権与党として臨む県議選であり、みんなの党にとっては結党後初めて臨む県議選である。無投票当選は前回2007年の県議選（総定数50、立候補者数64名）の8選挙区17名から大幅に減少し、各政党が地域公約を掲げて臨む政党色が強い選挙となった。

## 選挙データ
- 告示日:2011年4月1日
- 投開票日:2011年4月10日
- 改選議席数:50議席
- 選挙区:16選挙区（うち2選挙区で無投票）

- 立候補者:79名（うち3名が無投票当選）[1]

自由民主党:34名（公認30名、推薦4名）
民主党:13名（公認12名、推薦1名）
みんなの党:17名
公明党:3名
日本共産党:1名
政党の推薦を受けない無所属:11名
民主党の立候補者のうち8名は連立与党である国民新党から推薦を受けていたが、このうち7名が告示後に推薦を取り消された

## 投票結果
投票者総数は702,891名（男性348,203名、女性354,688名）、投票率は46.27％（男性46.40％、女性46.14％）
。投票日の1か月前に東日本大震災が発生し、それに関連した福島第一原子力発電所事故や計画停電による混乱もあり、投票率は前回2007年の県議選の50.00％を3.73％下回り、戦後最低を更新した。期日前投票者数は88,143人で、前回から1.83倍増加した。
| 政党       | 得票率   | 当選者   | 現職     | 元職   | 新人     | 前回当選者 |
| ---------- | -------- | -------- | -------- | ------ | -------- | ---------- |
| 自由民主党 | 42.56％  | 26（34） | 21（28） | 1（1） | 4（5）   | 32         |
| みんなの党 | 24.50％  | 13（17） | 5（5）   | -（-） | 8（12）  | -          |
| 民主党     | 12.32％  | 6（13）  | 5（6）   | 0（1） | 1（6）   | 6          |
| 公明党     | 4.75％   | 3（3）   | 1（1）   | -（-） | 2（2）   | 2          |
| 日本共産党 | 1.11％   | 0（1）   | 0（1）   | -（-） | -（-）   | 1          |
| 無所属     | 14.76％  | 2（11）  | 0（3）   | -（-） | 2（8）   | 9          |
| 計         | 100.00％ | 50（79） | 32（44） | 1（2） | 17（33） | 50         |

注:政党には推薦を含む。括弧内は立候補者数。
県議会第1党の自由民主党は改選前の28議席から2議席減らし26議席に後退したが辛うじて県議会での過半数を維持した。自民党は現職候補の落選が目立ち、足利市選挙区（定数4）では自民党は4議席独占を狙って現職3名、新人1名を擁立したもののこのうち2名が共倒れとなり、矢板市選挙区（定数1）では県議会議長経験者で県議会自民党議員会長の現職候補がみんなの党の新人候補に敗北した。
みんなの党は改選前の5議席から13議席と大きく躍進し、県議会第2党となった。民主党は改選前の6議席を維持したが、みんなの党に県議会第2党の地位を奪われた。公明党は改選前の2議席から1議席増やし3議席となった。県議会において各派代表者会議に代表を出すことができるのは所属議員が3名以上の会派とされており、公明党は4年ぶりにこの要件を満たすこととなる。共産党は立候補した現職1名が落選したため県議会から姿を消すこととなった。